# 藤原定房
藤原 定房（ふじわら の さだふさ、寛仁4年（1020年）- 嘉保2年9月9日（1095年10月9日））は、平安時代中期から後期にかけての貴族。中納言・藤原兼隆の次男。官位は従四位上・美濃守。

## 経歴
後朱雀朝初頭の長元9年（1036年）左近衛少将に任ぜられる。長暦4年（1040年）右近衛少将に五位蔵人を兼ねるが、翌長久2年（1041年）従四位下に叙せられて蔵人を辞し、まもなく少将も止められている。
後冷泉朝に入ると、左近衛中将に任ぜられて再び近衛次将を務めるが、天喜3年（1055年）頃に左近衛中将を辞す。その後は、備後守のほか、美濃守を二度に亘って務めるなど後冷泉朝から白河朝にかけて地方官を歴任した。
堀河朝の嘉保2年（1095年）5月30日に出家し、同年9月9日に卒去。享年76。

## 官歴
- 長元9年（1036年） 12月8日?：左近衛少将[1]
- 時期不詳：正五位下
- 長暦4年（1040年） 正月25日?：右近衛少将[1]。6月14日：五位蔵人[2]
- 長久2年（1041年） 正月7日：従四位下[2]
- 永承3年（1048年） 4月17日：見左近衛中将[3]
- 天喜3年（1055年） 日付不詳?：止左近衛中将[1]
- 天喜5年（1057年） 10月10日：見美濃守従四位上[4]
- 承保2年（1075年） 10月3日：見美濃守[5]
- 時期不詳：備後守。[6]
- 嘉保2年（1095年） 5月30日：出家[6]。9月9日：卒去[6]

## 系譜
『尊卑分脈』による。
- 父：藤原兼隆
- 母：源扶義の娘
- 妻：藤原資業の娘
  - 男子：藤原重房（?-1113）
  - 男子：藤原定兼（?-1105）
- 生母不詳の子女
  - 男子：定信